# 러이 라우 거페스
러이 라우 거페스(웨일스어: Lleu Llaw Gyffes [ˈɬəɨ ˈɬau ˈɡəfes])는 웨일즈 신화에 등장하는 운명의 여신 아리안로드의 두번째 아들이며 태양신이다. 마비노기온 4장 <마소누이의 아들 마스>에 그의 출생과 행적이 기록되어 있다. 아일랜드의 태양신 루 라와더와 주로 비교된다.

## 출생
<마소노이의 아들 마스>에 등장하는 마법의 신 마스는 마법의 힘을 얻는 대가로 저주를 받았다. 그는 전쟁을 하지 않고 앉아 있을 때에는 항상 순결한 처녀의 무릎에 발을 올려놓고 있어야만 했다. 그는 원래 항상 처녀 그웨인의 무릎에 발을 올려놓고 있었는데 그웨인을 사랑한 귀디온과 그웨인이 결혼하게 되면서 마스는 다른 처녀를 구할 수 밖에 없었다. 사람들은 그웨인의 누이인 아리안로드를 추천했고 아리안로드는 기꺼이 그렇게 하겠다고 했다. 순결한 처녀가 필요했던 마스는 그녀에게 순결성을 시험했다. 마스는 그녀에게 지팡이를 둘로 가르라고 했고 아리안로드가 그렇게 하자 그녀에게서 두 명의 아이가 태어났다. 그녀가 순결하지 않다는 것을 뜻하는 이 결과에 그녀는 큰 부끄러움을 느끼게 되었고 첫번째 아이만 데리고 도망가게 되었다.

## 이름
그녀는 두번째 아이에 관심을 갖지 않았다. 이를 딱히 여긴 그의 삼촌 귀디온은 그를 거두어 길렀다. 귀디온의 보살핌 아래 아이는 남들보다 훨씬 건강하고 두배는 빠르게 자랐다. 8살이 된 해에 귀디온이 그를 아리안로드에게 데려갔지만 그에 대한 분노가 식지 않은 그녀는 이름을 지어주려 하지 않았다. 오히려 그때의 수치심이 기억난 그녀는 아이에게 그녀가 이름을 지어주기 전에는 절대 이름을 가질 수 없다는 저주를 내렸고, 이름을 지어주지 않아 아이가 이름을 가지지 못하게 했다. 이에 귀디온은 꾀를 내어 아이를 구두공으로 변장시키고 아리안로드의 성 아래에서 구두에 금을 입히는 일을 시켰다. 아이의 놀라운 실력은 널리 소문이 났고 수많은 사람들이 찾아왔다. 아리안로드도 자신의 구두를 부탁하기 위해 찾아왔는데, 이 때를 노린 귀디온은 아이로 하여금 돌을 던져 새를 잡도록 시켰다. 이 장면을 본 아리안로드는 '저 빛나는 머리의 아이가 솜씨가 훌륭하구나'라고 말했고, 귀디온은 곧장 변신을 풀고 '저 아이의 이름은 이제 '훌륭한 솜씨의 빛나는 자'(Lleu Llaw Gyffes)이다.'라고 외쳤다. 이로써 아이는 이름을 가질 수 있게 되었다. 자신이 속은 것을 안 아리안로드는 분노하였고 로이 라우 귀페즈에게 자신이 주기 전에는 절대 어떤 무기도 갑옷도 가질 수 없을 것이라는 저주를 내렸다.

## 무기
귀디온은 이에 굴하지 않고 또 꾀를 냈다. 아리안로드의 성 주위에 환상으로 대군을 만들어 아리안로드를 놀라게 만들고 아리안로드를 찾아갔다. 당황한 아리안로드가 귀디온에게 어떻게 해야겠냐고 물었고 귀디온은 음유시인으로 변장시켜 데려온 로이 라우 귀페즈가 좋은 장군이라고 말하며 무기와 갑옷을 내어주면 적을 물리쳐 보이겠다고 했다. 아리안로드는 갑옷과 무기를 가져다 주었고 귀디온은 로이 라우 귀페즈에게 그것을 착용시키고 난 후 환상으로 만든 대군을 없어지게 하였다. 또 속은 것을 안 아리안로드는 더욱 분노했고 로이 라우 귀페즈에게 가장 큰 저주인 이 땅에 존재하는 그 어떤 인간 아내와도 결혼하여 살 수 없을 것이라는 저주를 내렸다.

## 결혼
이번에는 아리안로드를 속일 수 없었던 귀디온은 마법의 신 마스에게 어떻게 하면 로이 라우 귀페즈에게 배우자를 만들 수 있을까 질문했다. 마스는 꽃들을 엮어 여인의 상을 만들고 생명을 불어넣었다. 사람이 되었지만 동시에 사람이 아닌 브로듀웨드(Blodeuedd : 꽃의 처녀)는 로이 라우 귀페즈와 결혼할 수 있었고 마침내 로이 라우 귀페즈는 아리안로드의 모든 저주로부터 자유로울 수 있게 되었다.

## 죽음과 그 이후
블로다에이드와 행복한 나날을 보내던 어느날 블로다에이드는 지나가던 귀족인 그론 페브르와 사랑에 빠졌다. 그녀는 로이 라우 귀페즈를 죽이려는 계획을 세우는 데, 이미 마스와 귀디온에 의해 무적이 된 그를 죽이기 위해서는 특별한 조건이 필요했다. 그녀는 로이 라우 귀페즈를 구슬려 어떻게 죽일 수 있는 지 조건을 알아냈다. 한 발은 숫염소 위에, 다른 한 발은 지붕 아래의 욕조 안에 두게 하고, 일요일에만 작업해서 일년 동안 정성 들여 만든 창으로 찔러야 한다는 것이었다. 블로다에이드는 조건을 충족시키고 자신의 남편을 살해한다. 로이 라우 귀페즈는 독수리가 되어서 오크나무 위로 날아갔고, 귀디온이 그를 찾아내서 마법의 노래를 통해 땅에 내려오게 한 후 되살린다. 그러고 나서 귀디온은 블로다에이드를 올빼미로 만들어 새들 사이에서도 숨어 밤에만 사냥해야 하는 신세로 만들었다.